# Sólmundur Þorbjörnsson
Sólmundur Þorbjörnsson (n. 955) fue un vikingo de Hólar, Gaulverjabær, Árnessýsla en Islandia. Era hijo de Þorbjörn bardagamaður (o «campeón del jarl»), un guerrero noruego. Es un personaje de la saga de Njál, y saga de Grettir. Su hijo fue Kári Sölmundarson, el personaje principal de la tercera parte de la saga de Njál.